# Квадратичне програмування
Квадратичне програмування (англ. Quadratic programming, QP) — особливий тип оптимізаційної задачі. Це задача оптимізації (зведення до мінімуму або максимуму) квадратичної функції декількох змінних при лінійних обмеженнях на ці змінні. Квадратичне програмування є одним з видів нелінійного програмування.
«Програмування» в цьому контексті стосується формальної процедури розв'язання математичної задачі. Таке використання сягає 1940-х років і не пов'язане конкретно з поняттям «комп'ютерне програмування», яке поширилося пізніше. Щоб уникнути плутанини, інколи використовують термін «оптимізація» — наприклад, «квадратична оптимізація».

## Формулювання задачі квадратичного програмування
Задачу квадратичного програмування можна сформулювати так:
Нехай x належить простору {\displaystyle \mathbb {R} ^{n}}. Матриця n×n Q симетрична, і c — будь-який n×1 вектор.
Мінімізувати (відносно x)
{\displaystyle f(\mathbf {x} )={\tfrac {1}{2}}\mathbf {x} ^{T}Q\mathbf {x} +\mathbf {c} ^{T}\mathbf {x} .}
З урахуванням одного або декількох обмежень у такій формі:
{\displaystyle A\mathbf {x} \leq \mathbf {b} } (обмеження-нерівність)
{\displaystyle E\mathbf {x} =\mathbf {d} } (обмеження-рівність)
де {\displaystyle \mathbf {x} ^{T}} вказує на транспонування вектора {\displaystyle \mathbf {x} }. Позначення {\displaystyle Ax\leq b} означає, що кожен елемент вектора Ax менший або дорівнює відповідному елементу вектора {\displaystyle \mathbf {b} }.
Якщо матриця {\displaystyle Q} є невід'ємноозначеною, то {\displaystyle f()} є опуклою функцією: у цьому разі задача квадратичного програмування має глобальний мінімум, якщо існує деякий допустимий вектор x (вектор, що задовольняє обмеження) і якщо {\displaystyle f()} обмежена знизу в допустимій області. Якщо матриця Q є додатноозначеною і задача має допустимий розв'язок, то глобальний мінімум є унікальним.
Якщо {\displaystyle Q} дорівнює нулю, то задача стає задачею лінійного програмування.
Пов'язана з цим задача квадратичного програмування з квадратичними обмеженнями може бути поставлена додаванням квадратичних обмежень на змінні.